# Sint-Julianuskerk (Meillers)
De Sint-Julianuskerk (Frans: Église Saint-Julien) is een romaanse kerk gelegen in Meillers in het departement Allier gewijd aan de heilige Julianus van Brioude.

## Beschrijving
De oudste delen van de kerk gaan terug tot de elfde eeuw. In het tweede kwart van de twaalfde eeuw werden verbeteringen uitgevoerd. Het schip kreeg zijn spitse tongewelf en de klokkentoren en het gebeeldhouwde portaal werden toegevoegd. Jacques de Lorme, een plaatselijke edelman, en zijn vrouw Isabeau Fradel lieten in 1491 een gotische kapel bouwen aan de noordkant van de kerk.  Hun wapenschilden zijn zichtbaar in het gewelf en boven het portaal. In de negentiende eeuw werden reparaties uitgevoerd, bijvoorbeeld nadat de klokkentoren door een blikseminslag was verwoest in 1842.
Het portaal vormt het artistieke hoogtepunt van de kerk. Op de grote latei is een zegenende Christus te zien in een mandorla die door twee engelen wordt vastgehouden. Aan weerszijden van hem bevinden zich apostelen, waaronder Petrus en Paulus. Vier gebeeldhouwde kapitelen laten scènes zien die betrekking hebben op het kwaad in de wereld:  
- vlucht van Jakob uit Kanaän en het gevecht van Jakob met de engel;
- een ezel speelt een harp en een leeuw een vedel (wereldse muziek als symbool van de verleiding van het kwaad);
- een gewapende soldaat bevecht een griffioen en een naakte man wordt verslonden door een duivel (strijd tegen het kwaad);
- drie naakte mannen gaan elkaar met bijlen te lijf.

Het belangrijkste kunstwerk in het interieur is een houten madonna met kind uit het tweede kwart van de twaalfde eeuw. Het kind was lange tijd niet het oorspronkelijke, maar een vervanging uit de negentiende eeuw. In 2021 is echter het sinds de Revolutie verloren, Romaanse Jezuskind teruggevonden en weer verenigd met zijn Moeder.

## Afbeeldingen

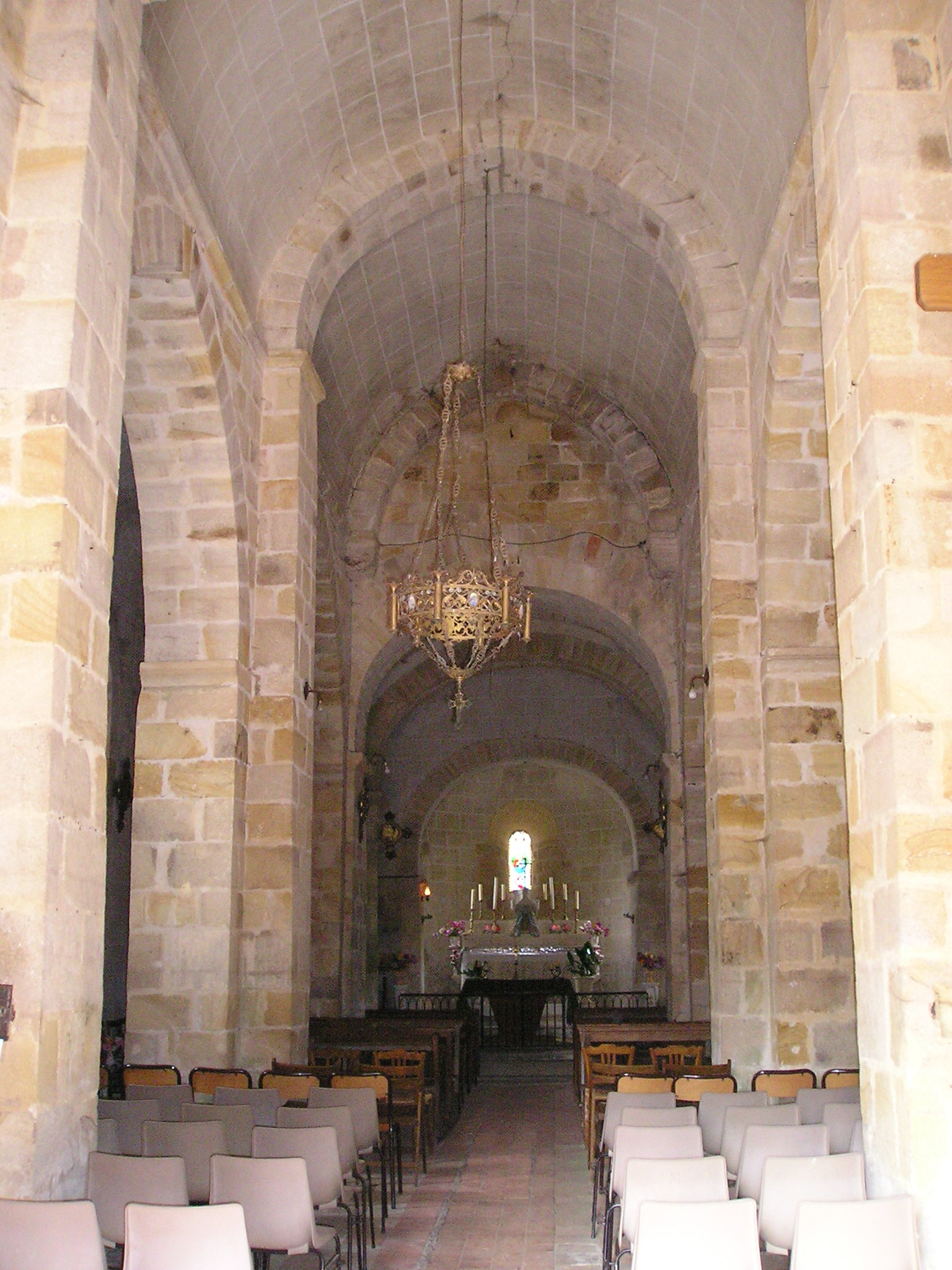
interieur
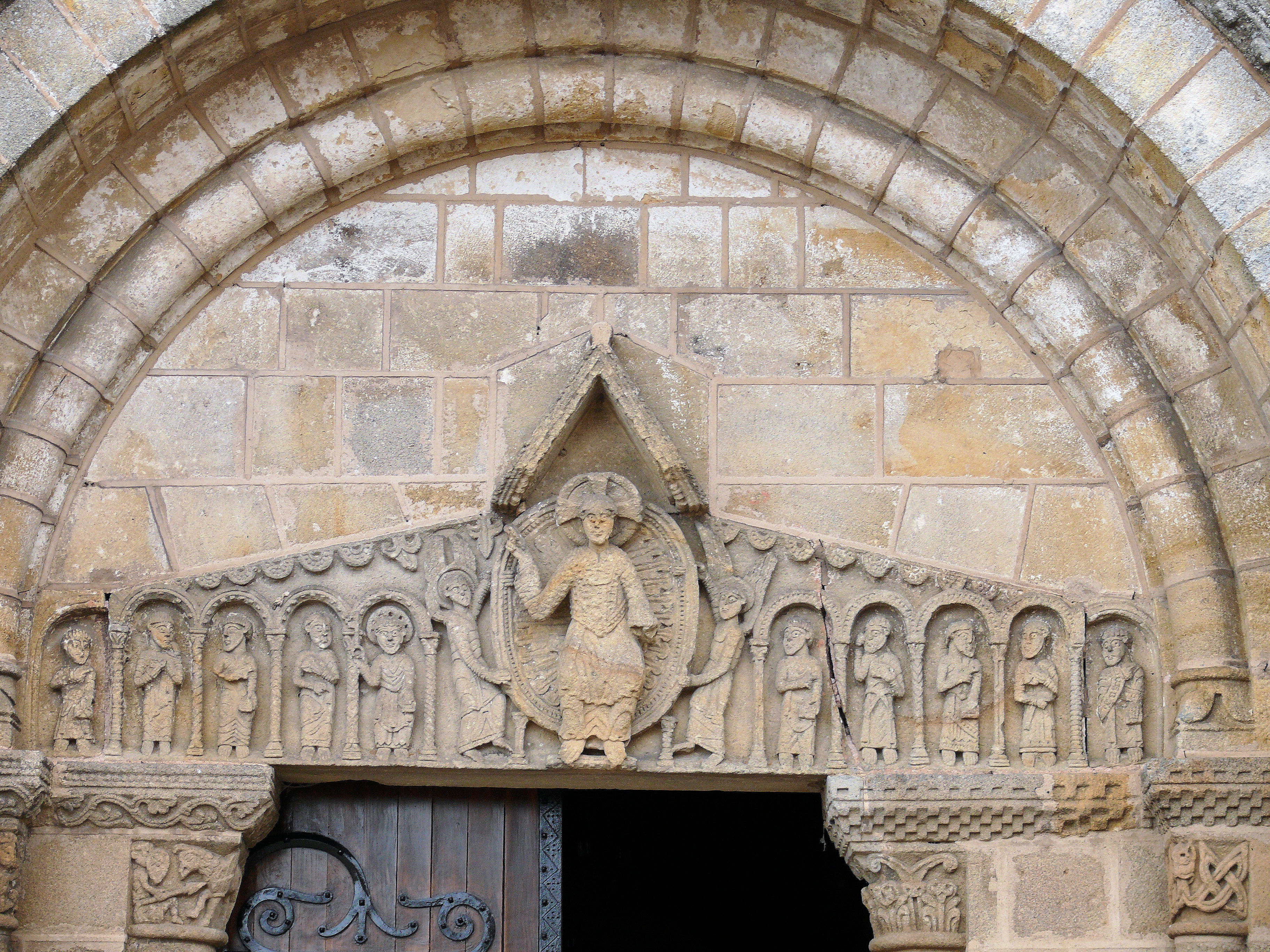
latei
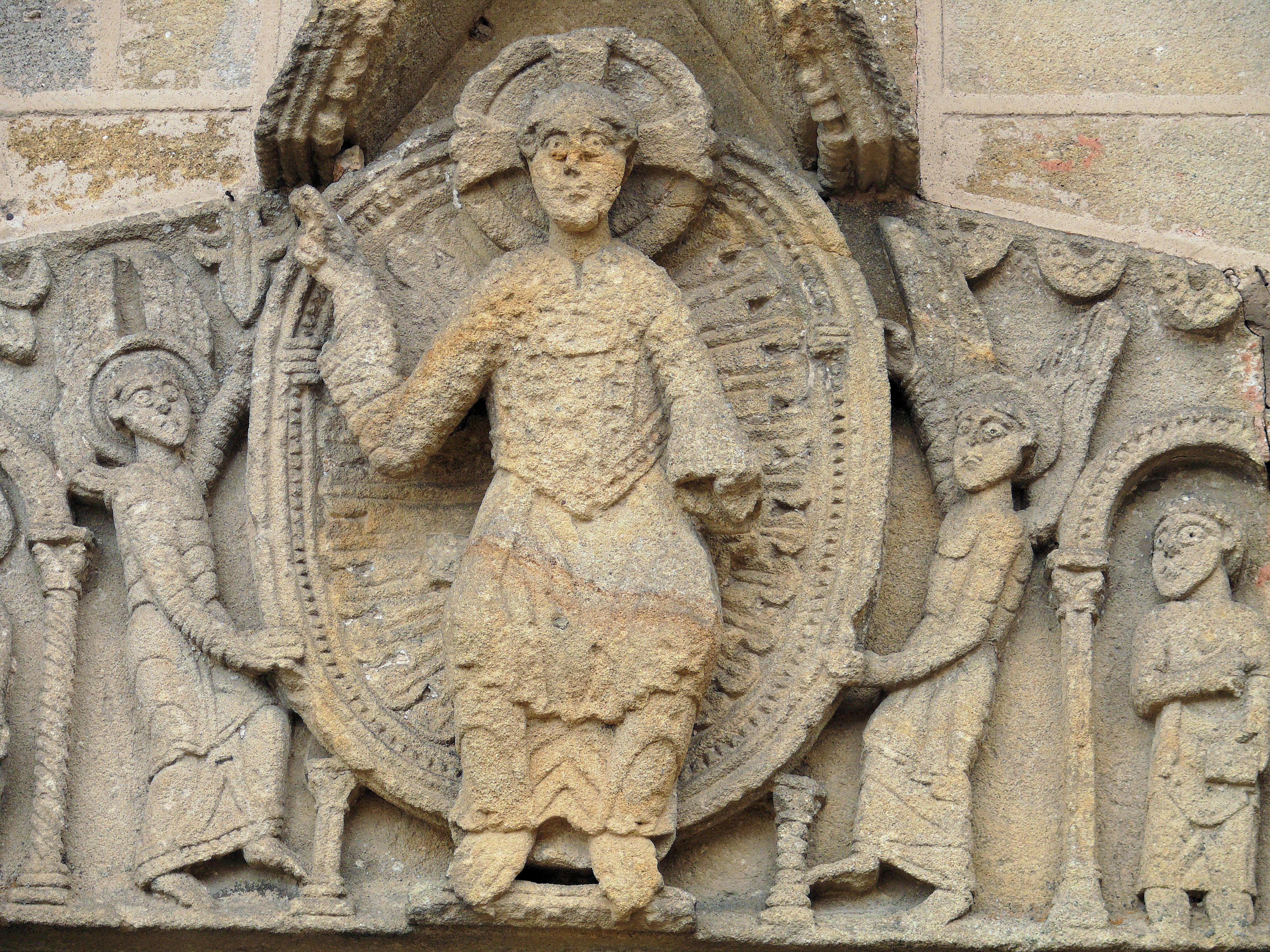
latei, zegenende Christus
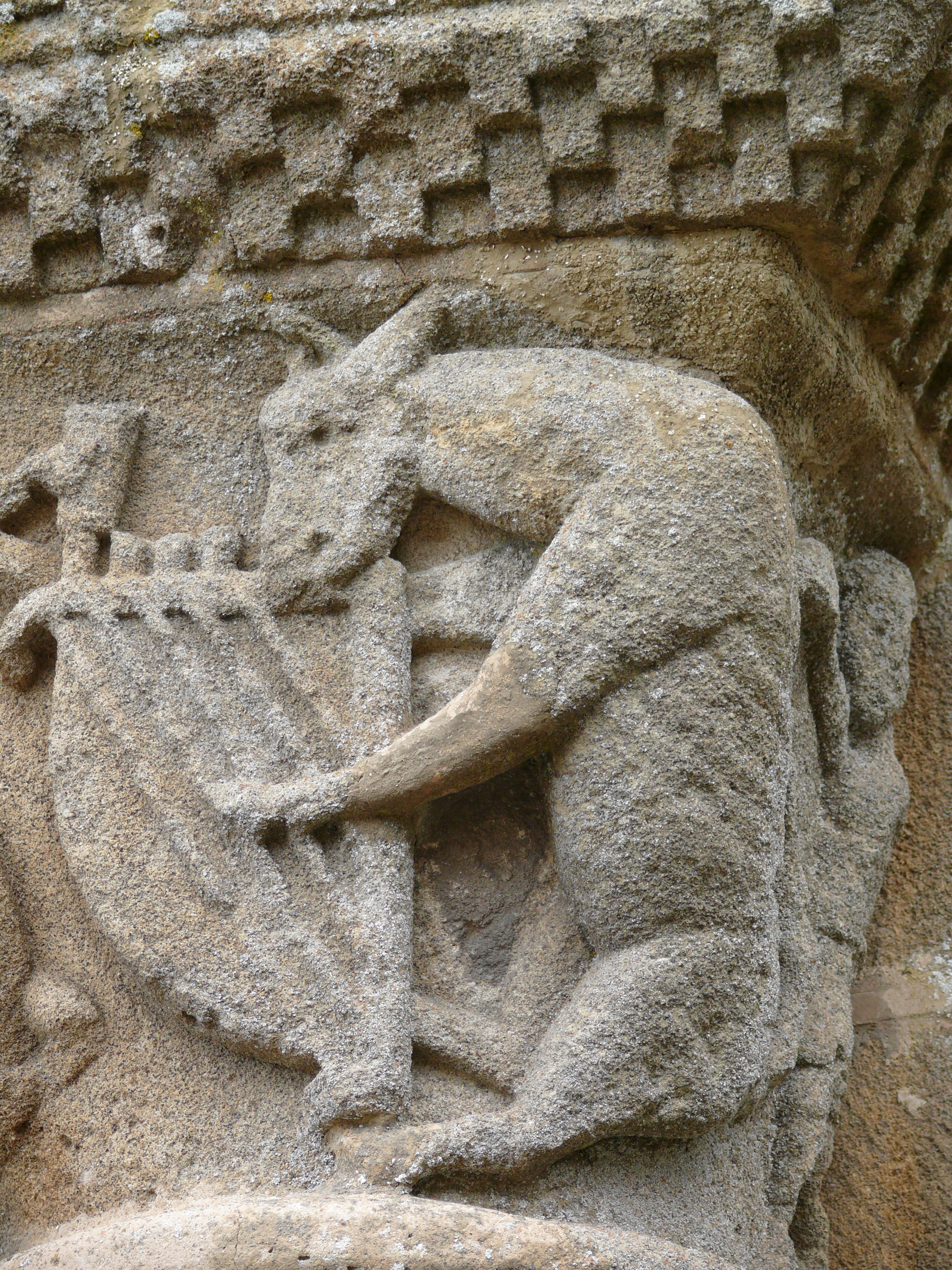
kapiteel, ezel speelt op een harp
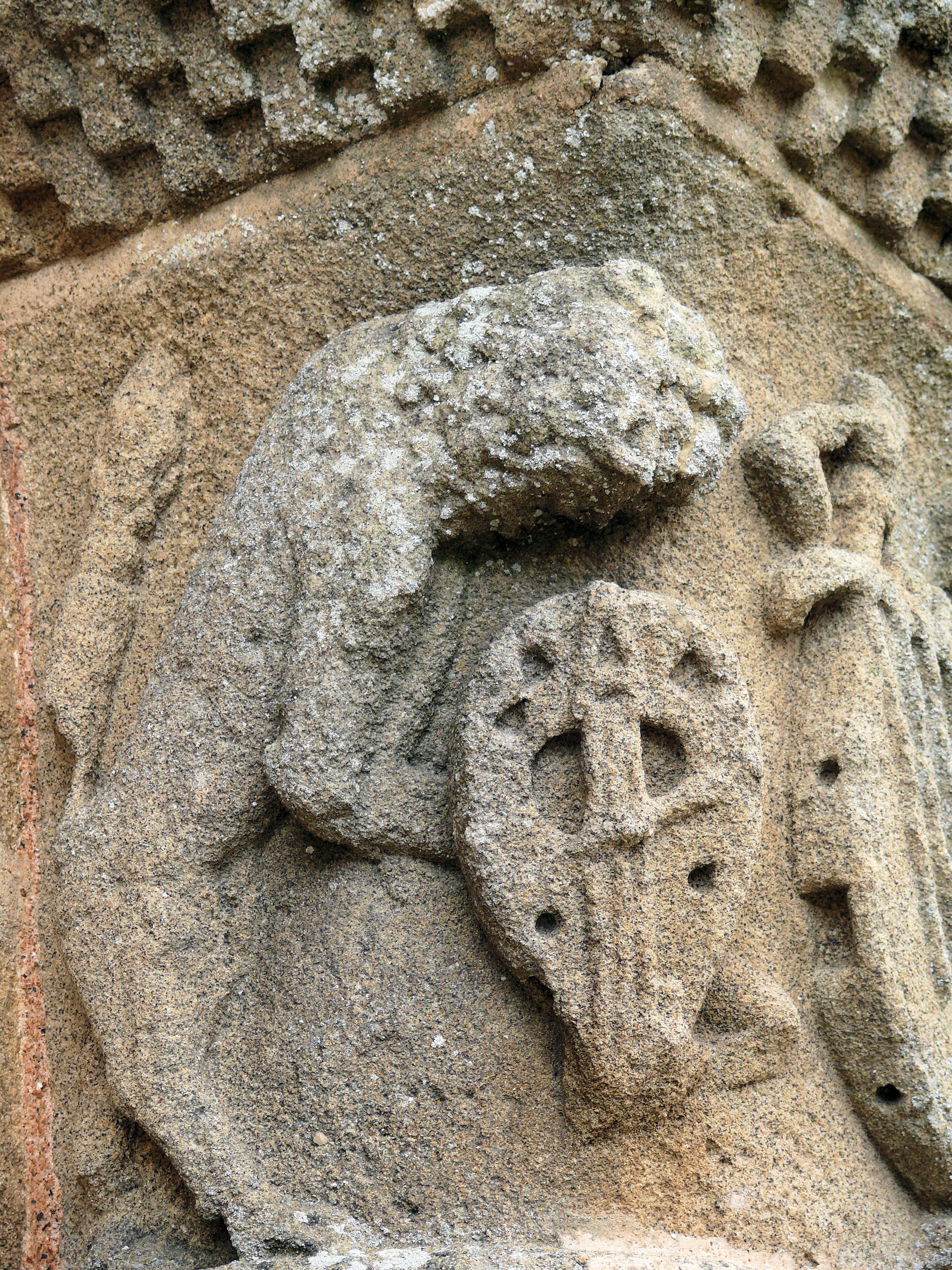
kapiteel, leeuw speelt op een vedel
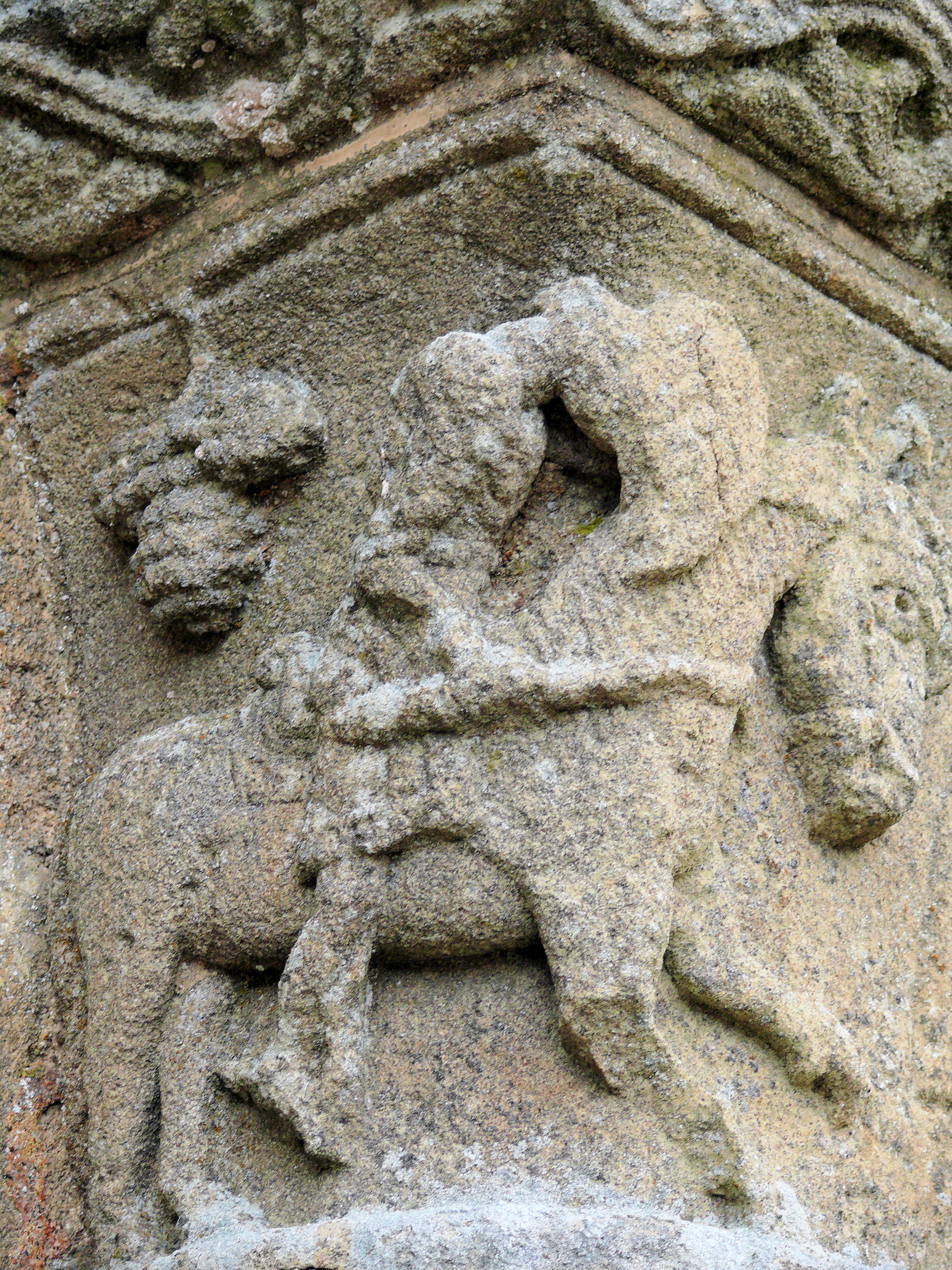
kapiteel, vlucht uit Kanaän
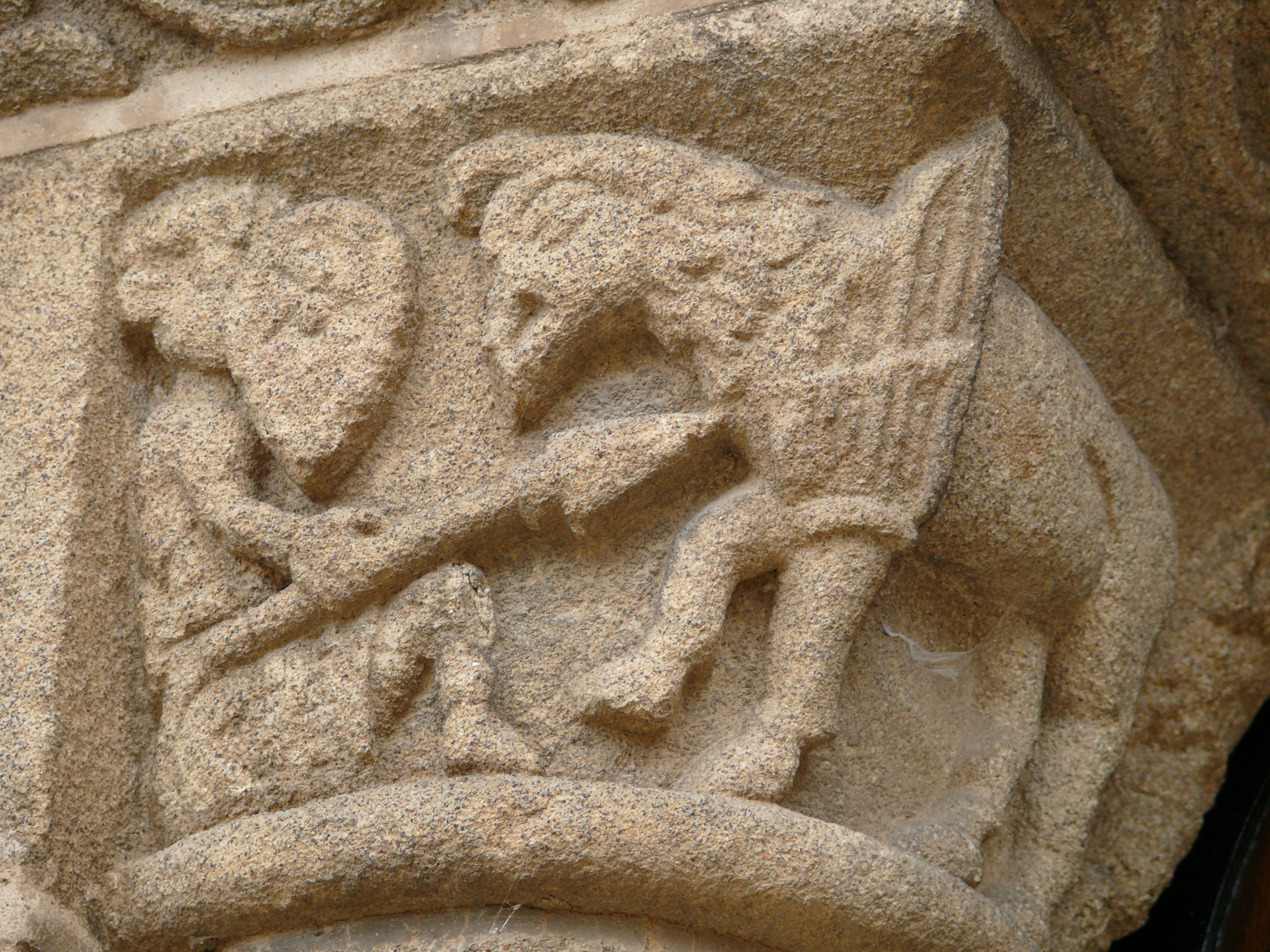
kapiteel, soldaat vecht met een griffioen
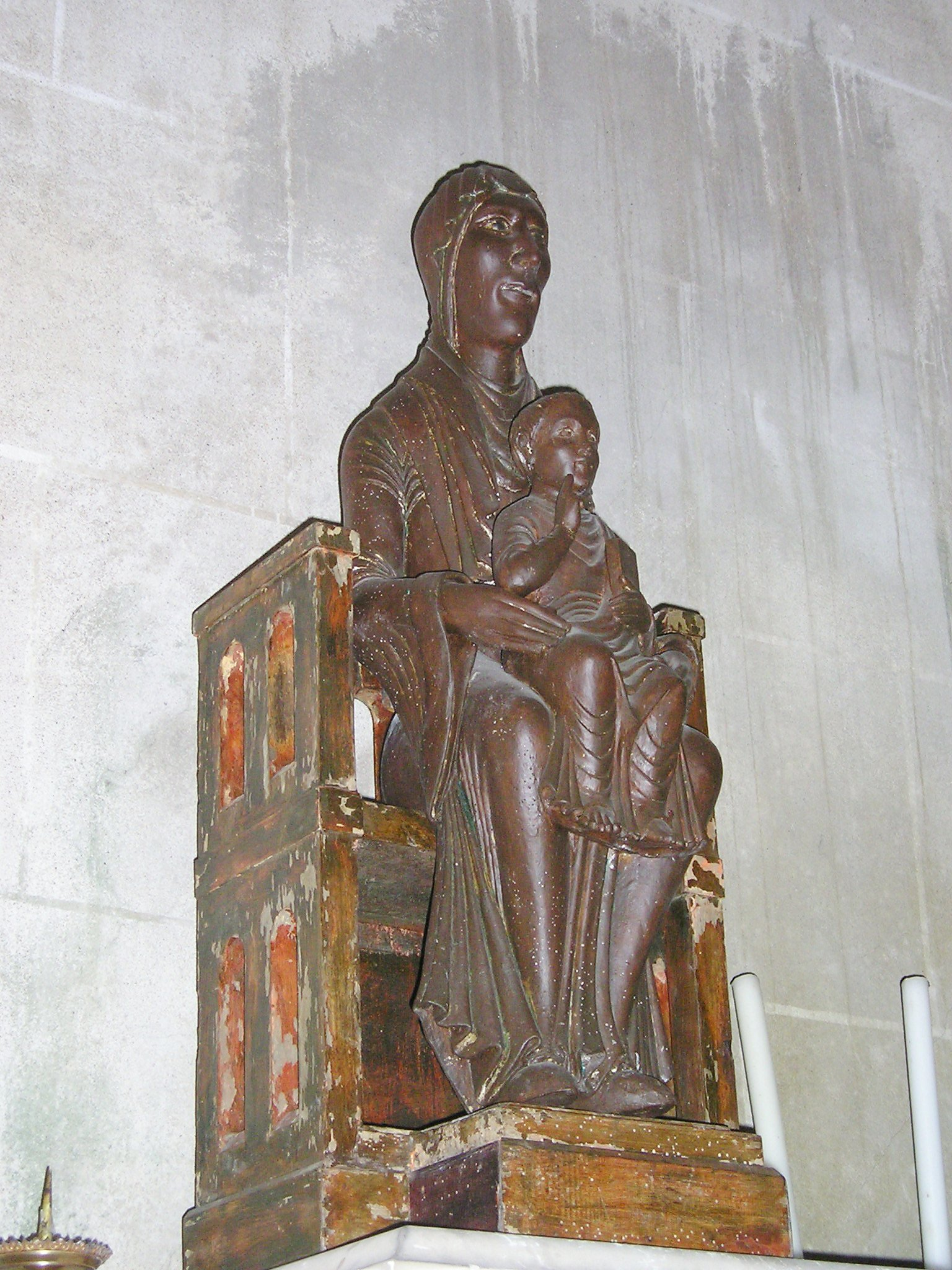
Madonna met kind, oude toestand